# Justyne Caruana
Pour les articles homonymes, voir Caruana.
Justyne Caruana est une femme politique maltaise.
De 2020 à 2021, elle est ministre de l'Éducation.

## Biographie
Le 9 juin 2017, elle est nommée par le premier ministre maltais Joseph Muscat au poste de Ministre de Gozo, la deuxième île de l'archipel de Malte. Elle est également membre de la Chambre des représentants pour le district de Gozo de 2003 à 2022.
En novembre 2020, elle est nommée ministre de l'Éducation. 